# Ruin
En ruin er et ødelagt bygningsværk.
Bygninger, der rammes af jordskælv, brand, bombenedslag eller misligholdes, vil ligge i ruiner til de fjernes eller sættes i stand.
Bygninger, der er gået af brug, er tidligere langsomt faldet sammen, til der kun ligger en ruin tilbage. Da forfaldet i høj grad skyldes, at der ikke har været behov for bygningen længere, er det først i nyere tid, hvor man har været bevidst om historien, at mange ruiner er blevet fredet eller istandsat.
I perioder med et nostalgisk syn på antikken blev der bygget "kunstige ruiner", der aldrig har været i brug. På tysk findes ordet Ruinenempfindsamkeit (= ruinfølsomhed), Ruinensehnsucht (= ruinlængsel), Ruinenlust (= ruinlyst) om ruinromantikken.
Stendhal anbefalede betragtning af ruiner som "en ufattelig intens glæde". En fransk kunstmaler fra 1700-tallet Hubert Robert fik tilnavnet "Robert de Ruines" pga. sin glæde ved at male ruiner. I England vakte hans samtidige Joseph Gandy opsigt ved at male Bank of England med taget raset sammen. 
"Ruin" kan i overført betydning bruges om økonomi. En person, et firma eller et land kan være ruineret eller bankerot (ude af stand til at betale enhver sit), og et liv kan ligge i ruiner efter sygdom og kærestesorger.